# Спеції для гарбузового пирога

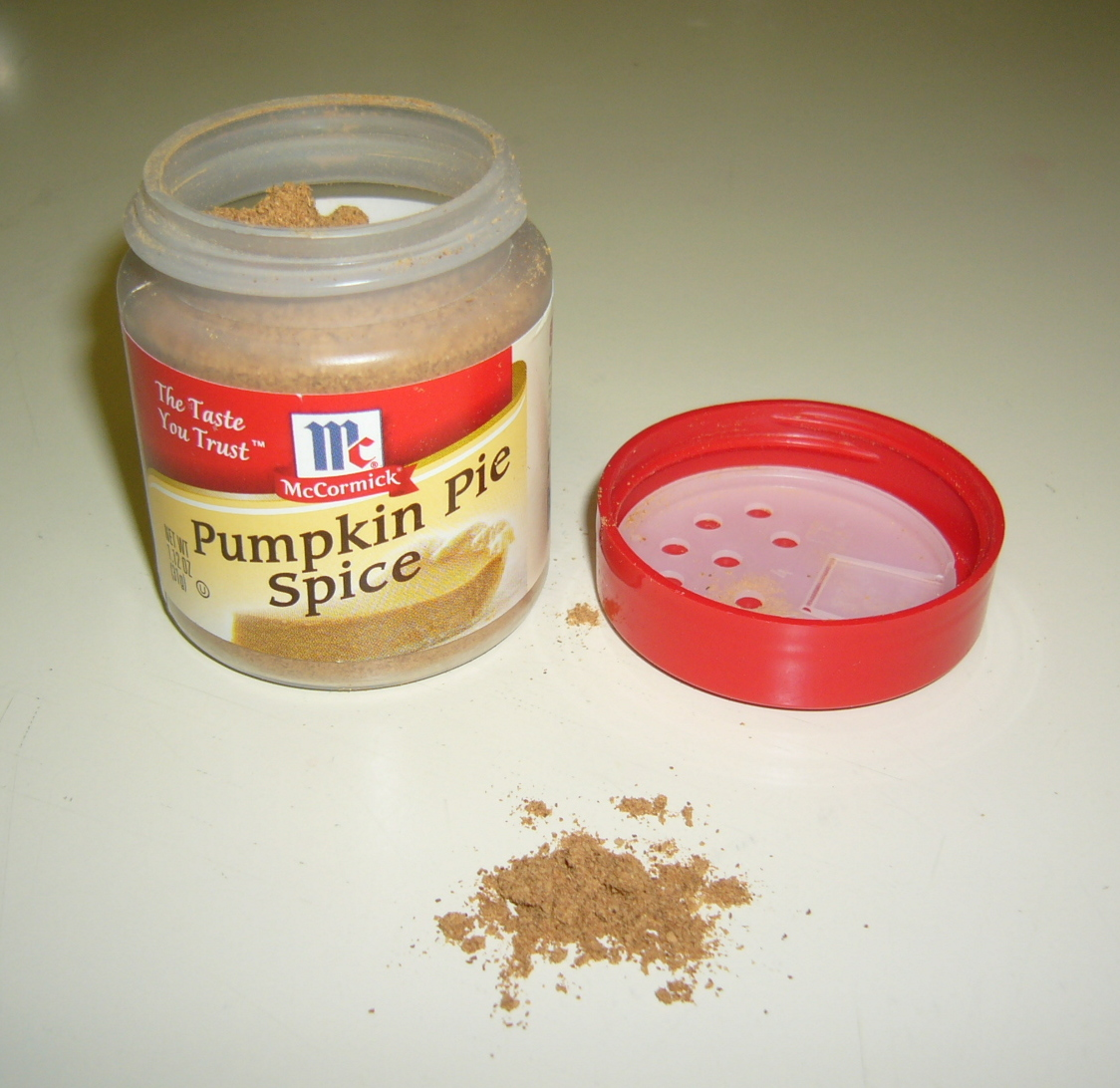
Ємність спецій для гарбузового пирога

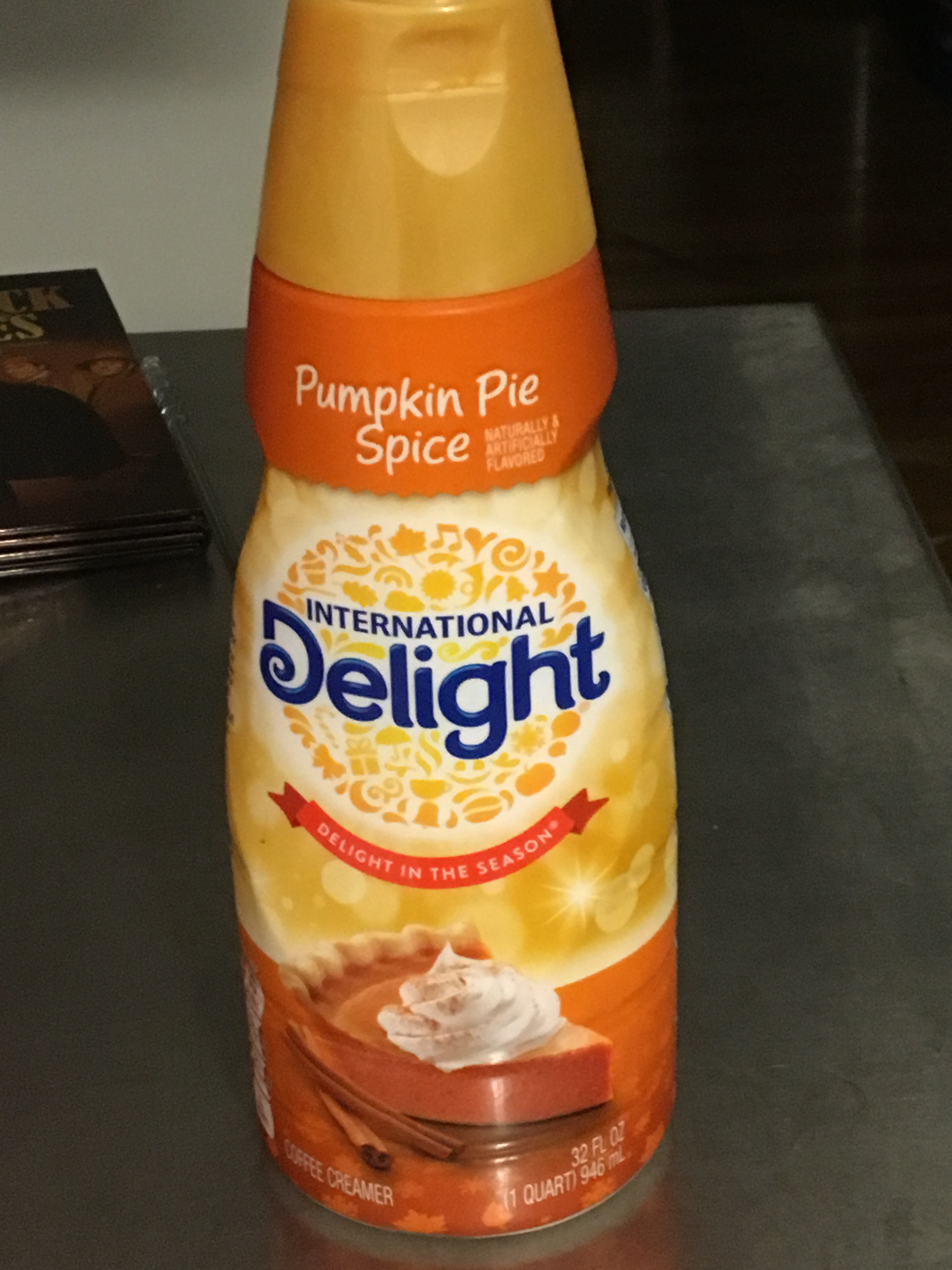
Рідка спеція для гарбузового пирога як кавовий сироп загального вживання

Спеції для гарбузового пирога, також відомі як гарбузові спеції, — це американська суміш спецій, спочатку розроблена для ароматизації начинки гарбузового пирога. Вона не містить гарбуз як інгредієнт.
Спеції з гарбузового пирога схожі на змішані спеції Британії та Співдружності, а також середньовічний пудр-дус .  Як правило, це суміш меленої кориці, мускатного горіха, імбиру, гвоздики та іноді запашного перцю .  Його також можна використовувати як приправу в загальній кулінарії.
Станом на 2016 рік продажі гарбузових спецій становлять 500 мільйонів доларів США.

## Історія
Комбінації смаків, подібні до гарбузових спецій, були відомі в середньовіччі – книга 1390-х років Le Ménagier de Paris містить суміш спецій із 17 частин імбиру, по 4 частини кориці та цукру, а також по 2 частини гвоздики та райських зерен . Подібні суміші спецій часто називали « poudre-douce » або «солодкий порошок». 

Рецепт «гарбуза», що вимагає подібної суміші спецій ( булави, мускатного горіха та імбиру), можна знайти в першій відомій опублікованій американській кулінарній книзі «American Cookery», опублікованій у 1796 році Амелією Сіммонс : 
Гарбуз

 № 1. Одна кварта тушкованої і процідженої, 3 пінти вершків, 9 збитих яєць, цукор, булава, мускатний горіх і імбир, покладені в тістечко № 7 або 3, і з тістом шпорою, хрестом і шашкою, і запікаються в посуді три чверті години.

 № 2. Один кварт молока, 1 пінта гарбуза, 4 яйця, патока, запашний перець і імбир у скоринці, випікайте 1 годину.
Пряність для гарбузового пирога згадується в кулінарних книгах 1890-х років.     Змішані прянощі для гарбузового пирога були представлені McCormick &amp; Company у 1934 році. 

## Дивіться також
- Пʼять спецій (суміш)
- Гарам масала
- Рас-ель-ханут